# Tibeti antilop
A tibeti antilop vagy csiru (Pantholops hodgsonii) az emlősök (Mammalia) osztályának párosujjú patások (Artiodactyla) rendjébe, ezen belül a tülkösszarvúak (Bovidae) családjába tartozó faj. Nemének az egyetlen élő faja és egyben a típusfaja is.
Egyes rendszerezések a családon belül, az önálló tibeti antilopformák (Panthalopinae) alcsaládjába sorolják be, azonban az alcsaládi önállósága kétséges mivel először a Pantholops-ot az antilopformák (Antilopinae) közé sorolták, csak később kapott saját alcsaládot; azonban a legújabb molekuláris- és alaktani-vizsgálatok azt mutatták, hogy a tibeti antilop legközelebbi rokonai a kecskeformák (Caprinae) között találhatók. Egy időben a szajgával (Saiga tatarica) sorolták egy nemzetségbe, a Saigini nevűbe.
Tudományos nevében a hodgsonii kitétel a nemet leíró zoológus, Brian Houghton Hodgson emlékét őrzi, aki egy évtizedet Nepálban töltött.

## Előfordulása
Eredetileg a Tibeti-fennsík egészén előfordult, de mára már kiszorult a keleti területeiről (így Nepálból is). Állományának zöme az északnyugat-tibeti Csangtang fennsíkjain él, ahonnan rendszeresen átvándorol a szomszédos India Ladak tartományába is. Élőhelyül a sík és dombos fennsíkok, hegységi völgyek szolgálnak 3700-5500 méteres tengerszint feletti magasságon.

## Megjelenése

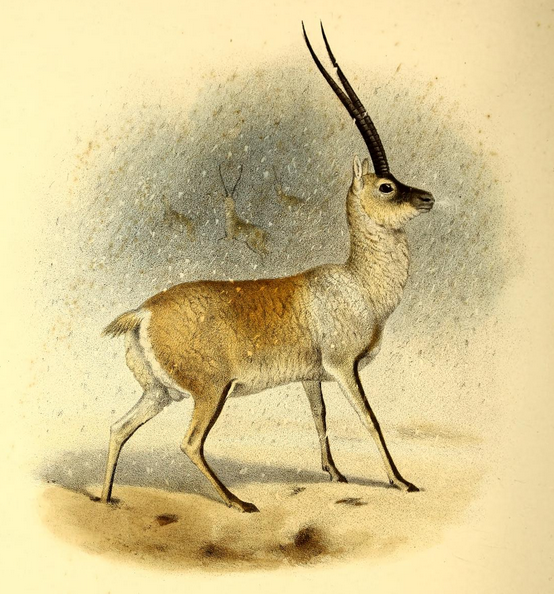
Régi rajz az állatról

A tibeti antilopok puha, gyapjas szőrzetükkel alkalmazkodtak a zegernyés hegyvidéki időjáráshoz. A bunda fakó, rózsaszínes beütésű, a has és az állrész krémfehér. A fej és a lábak elülső fele sötétbarna vagy fekete a téli időszakban. Patái hosszúak és keskenyek, gumós orra két oldalán egy-egy tojásnyi méretűre felfújható bőrzacskó helyezkedik el.
A csiruk testhossza 120-130 centiméteres, amihez 18-30 centiméter hosszú farok csatlakozik. A tehenek kisebbek a bikáknál: marmagasságuk 75 centiméter, testtömegük 25-30 kilogramm, míg a bikák marja 80-85 centiméter magas, tömegük pedig 35-40 kilogramm között mozog. Szarvai csak a bikáknak vannak, ezek függőlegesen állnak koponyájukon, és enyhe S-görbület jellemző rájuk. A felső és alsó felükön recés szarvak hossza 50-70 centiméteres lehet.

## Életmódja
Rendkívül félénk és óvatos, nehezen megközelíthető faj, amely gyors futással képes menekülni a vélt veszélyforrás elől. Táplálkozásra főként reggelente és estefelé kerül sor, a déli órákat pihenéssel töltik. A csordák a megfelelő növényzetet keresve folyamatos mozgásban vannak. Telente alsóbb fekvésű legelőket keresnek, itt kerül sor a párzásra is, majd a nyáron mintegy 300 kilométerrel északabbra vonulnak. Pihenéskor a csiru 30 centiméteres mélyedést kapar a talajba magának, így védekezve a szél ellen és elrejtőzve a ragadozók elől. A tehenek borjaikkal tíz-tizenöt állatot számláló csordákban élnek, az ivarérett hímek viszont magányosak.

## Szaporodása
A párzásra kora télen, november és december során kerül sor. Ilyenkor a bikák megpróbálnak minél több nőstényt maguk köré gyűjteni, ennek érdekében rendkívül heves és veszélyes összecsapásokat vívnak riválisaikkal. Ezek a küzdelmek nem ritkán halálos sebekkel érnek véget. Az átlagos hárem 10-20 nőstényből áll. A bikák ágaskodva, felszegett fejjel próbálnak imponálni a fogamzásképes teheneknek, mielőtt megtermékenyíthetnék őket. A párzás után hét-nyolc hónapig tartó vemhességet követően, május-júniusban jön világra az egy vagy két borjú. A csiruborjak között rendkívül magas a mortalitás: az első két hónap során az utódok fele elpusztul a mostoha körülmények között, az ivarérettséget pedig alig harmaduk éli meg. A tibeti antilopok 1,5-2,5 évesen érik el ivarérettségüket, élettartamuk vadon általában nyolc év; fogságban 10-15 évig is élhetnek.

## Természetvédelmi helyzete
Élőhelyének természeti viszonyai és kiterjedtsége miatt pontosan még nem mérték fel a csiruk számát, de a becslések 75-150 ezer között mozognak. A fajt régóta vadászták jó minőségű, finom aljszőrzete miatt, amit az indiai Szrínagarban és Kasmírban dolgoztak fel, hogy belőle kendőket és sálakat készítsenek. A sáhtus („gyapjúkirály”) néven ismert anyag előállítása érdekében évente akár húszezer állatot is kilőttek. Szarvait a hagyományos kínai orvoslásban használták, illetve gyakran készítettek belőle puskaállványt. Mielőtt a vadászat az 1980-as évek végén és az 1990-es években kereskedelmi méreteket öltött volna, becslések szerint akár ötszázezres vagy milliós lehetett a faj állománya.
Mára mind Kínában, mind Indiában védetté nyilvánították a fajt, és egyre hatékonyabban akadályozzák az illegális vadászatot. 2002-ben az indiai kormány megtiltotta a sáhtusfeldolgozást is. Élőhelyének kínai részén több természetvédelmi területen is biztonságra lelhet. A mezőgazdasági hasznosítású területek terjeszkedése és lekerítése, illetve az út- és vasútépítés egyaránt a populációk feldarabolásával és élőhelye beszűkülésével fenyegeti. Az emberi tevékenység mellett a kiugróan hideg telek is komoly veszélyforrást jelentenek a fajra nézve.
Mivel a vadászat következtében az elmúlt három generáció során az állomány mintegy fele elpusztult, élőhelye pedig jelentősen beszűkült, a Természetvédelmi Világszövetség veszélyeztetettnek nyilvánítja a fajt, ám a védelmi intézkedéseknek köszönhetően elképzelhetőnek tartja az értékelés pozitív revízióját. A faj szerepel a CITES első függelékében is.